# Брезово
Брезово (болг. Брезово) — город в Болгарии. Находится в Пловдивской области, входит в общину Брезово. Население составляет 1630 человек (2022).

## Политическая ситуация
Кмет (мэр) общины Брезово — Стоян Генчев Минчев (коалиция партий: Союз демократических сил, Болгарская социал-демократия, ВМРО — Болгарское национальное движение, Болгарский земледельческий народный союз, Земледельческий народный союз, Национальное движение за права и свободы) по результатам выборов.